# شاندورف

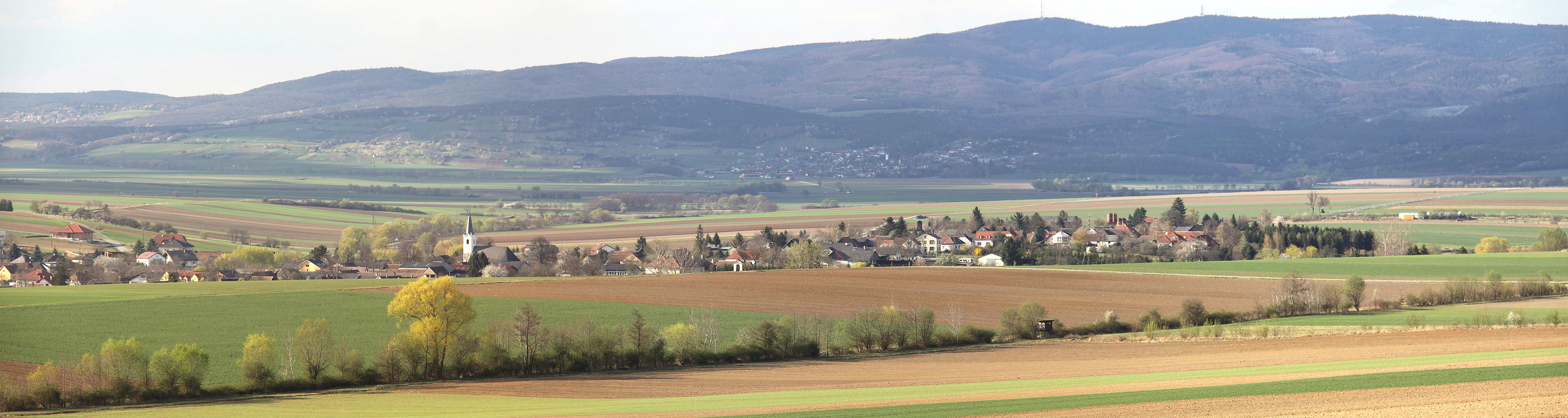
Schandorf - Panorama view
:Schandorf - Panorama view
شاندورف (به آلمانی: Schandorf) یک منطقهٔ مسکونی در اتریش است که در ناحیه اوبروارت واقع شده‌است. شاندورف ۲۹۷ نفر جمعیت دارد.